# Bitwa pod Marjinką
Bitwa pod Marjinką – zbrojne starcie, które miało miejsce pomiędzy oddziałami rebelianckimi Donieckiej Republiki Ludowej i wojskami ukraińskimi 3 czerwca 2015 roku w rejonie Marjinki; największa bitwa konfliktu na wschodniej Ukrainie od czasu podpisania porozumień mińskich w lutym tego samego roku.

## Przebieg walk
2 czerwca 2015 roku doszło koncentracji ciężkiego sprzętu rebeliantów na obrzeżach Doniecka. Walki rozpoczęły się 3 czerwca w nocy, gdy pozycje ukraińskiej 28 Odeskiej Brygady Zmechanizowanej w Marjince znalazły się pod ostrzałem artyleryjskim, a ok. 4:00 rano zostały zaatakowane przez od 500 do 1000 bojowników wspartych przez czołgi i transportery opancerzone. Ukraińcom udało się odeprzeć atakujących, jedynie jeden z pododdziałów z wycofał się z powodu silnego ostrzału. W odpowiedzi na atak, dowództwo 28 BZ wprowadziło do walki artylerię stacjonującą do tej pory poza strefą zdemilitaryzowaną, o czym rząd ukraiński niezwłocznie poinformował społeczność międzynarodową. Po ukraińskim kontrataku rebelianci wycofali się, ponosząc znaczne straty, szacowane przez Ukraińców na blisko 80 bojowników i czterech żołnierzy rosyjskich, a także ponad 100 rannych. Jednocześnie przedstawiciele separatystów poinformowali o zabitych i rannych wśród cywilów. Ukraińcy stracili pięciu żołnierzy, a 39 odniosło rany. 4 czerwca w mieście nie toczyły się już żadne walki.